# NGC 6209
NGC 6209 (другие обозначения — ESO 43-8, AM 1649-723, IRAS16489-7230, PGC 59252) — галактика в созвездии Райская Птица.
Этот объект входит в число перечисленных в оригинальной редакции «Нового общего каталога».
В галактике вспыхнула сверхновая SN 2009fz типа IIb, её пиковая видимая звездная величина составила 16,5.
В галактике вспыхнула сверхновая SN 1998cx типа Ia, её пиковая видимая звездная величина составила 17,8.